# أمين ناصر
أمين ناصر (1968 بسنغافورة - 16 يناير 2017 في سنغافورة) هو مدرب كرة قدم ولاعب كرة قدم سنغافوري في مركز الدفاع.

## وصلات خارجية
- أمين ناصر على موقع قاعدة بيانات كرة القدم.إي يو (الإنجليزية)